# Ida Grøn
Ida Grøn (født 11. februar 1979 i Aarhus) er en dansk dokumentarfilminstruktør og videokunstner. Hun er uddannet på The National Film and Television School under Royal College of Art i London og har en BA i kunsthistorie fra Københavns Universitet.
Ida fik øjnene op for dokumentargenren på den Europæiske Filmhøjskole, hvor hun gik i 2002/2003. Hun blev i 2003 inviteret til Berlinale Talent Campus med sin første korte dokumentar "Little Thing". Samme år viste DR2 hendes co-instruerede kortfilm "René", om en tidligere narkoman og alkoholiker, der fandt et nyt liv og drug i Gud. Ida havde siden 1997 assisteret i etno-arkæologiske ekspeditioner til Sibirien, og tog efter filmhøjskolen til Sibirien med kameraet på nakken. Det kom der portrætfilmen "Klara – Tanker fra Tajgaen" ud af, støttet af Filmværkstedet i København og vist på DR2. Filmen portrætterer evenkkvinden Klara, som er bosat i et nedlagt jagtkollektiv fra kommunismens tid, hvor de ellers omrejsende evenkere blev tvunget til at bo fast. I 2007 var Ida medgrundlægger af kunstner-kurator gruppen Tagging Art, igennem hvilken hun i 2008 udstillede video/VR installationen "Keep in Touch" på Statens Museum for Kunst og SecondLife under udstillingsrækken Virtual Moves. Hendes film "Klovn for Livet", 2011, blev vist på hoved-TV-stationer i over 10 lande bl.a. Tv2 Danmark, ARTE France og Al Jazeera English. Filmen turnerede filmfestivaler verden over bl.a. IDFA (publikumsfavorit nr. 3), Hot Docs, Krakow (Silver Horn Award, best mid-length) og Al Jazeera festivalen (Child and Family award) og vandt flere priser. 
"Stay Behind - Min Farfars Hemmelige Krig", 2017, er Idas første feature-dokumentar. Filmen handler om et hemmeligt civilt CIA netværk i Danmark under den kolde krig, et såkaldt stay-behind netværk, som instruktøren gennem filmen prøver at afdække hvorvidt hendes bedsteforældre var en del af. Undervejs gives publikum et hidtil uset insiderblik i et dansk civilt efterretningsnetværk, der mest har hersket spekulationer om. Filmen havde premiere på CPH:DOX "Nordic Award" i 2017, og på DR1 primetime. 